# مریدا (دیزنی)
پرنسس مریدا از دانبروخ (انگلیسی: Princess Merida of DunBroch، گیلیک: Mèrida) قهرمان اصلی فیلم دلیر دیزنی / پیکسار (۲۰۱۲) است. مریدا در ۱۱ مهٔ ۲۰۱۳ به عنوان یازدهمین پرنسس دیزنی به خط پرنسس‌ها اضافه شد و اولین پرنسس دیزنی بود که توسط پیکسار ساخته شد. مریدا همچنین تنها عضو اسکاتلندی از خط پرنسس دیزنی و اولین فردی است که مجرد است.

## توسعه
مریدا به عنوان اولین نقش اول زن پیکسار توسط کارگردان اصلی فیلم برندا چپمن توسعه داده شد. شخصیت او در مجموع نقدهای خوبی را از منتقدان دریافت کرده‌است؛ برخی از آنها نوشتند: «او نفسی تازه در میان پرنسس‌های دیزنی است و از فرهنگی آمده که دیزنی هنوز آنرا کشف نکرده‌است. مریدا مطمئناً یک دوشیزه درمانده نیست و مغرور نیست، از اینرو الگوی خوبی برای دخترانی است که می‌خواهند کاری را انجام دهند. او بین انجام آنچه از او انتظار می‌رود و پیروی از قلبش سرگردان است. مردم اسکاتلند باید مریدا را بپذیرند.»

### خاستگاه و مفهوم
پرنسس مریدا ۱۶ سال سن دارد و دختر پادشاه فرگوس و ملکه الینور است که بر پادشاهی اسکاتلند حکومت می‌کنند. انتظارات سنتی ملکه الینور مبنی بر اینکه مریدا شوهر بگیرد و یک بانوی سلطنتی مناسب شود، با اصرار مریدای بی‌اراده و تندرو مبنی بر اینکه او خودش سرنوشت خود را کنترل می‌کند، در تضاد است. مریدا مهارت بالایی در تیراندازی با کمان دارد و یکی از ماهرترین کمانداران در پادشاهی است. او همچنین مهارت فوق‌العاده‌ای در نیزه، شمشیربازی و مسابقه دادن در سراسر حومه شهر بر روی آنگوس، اسب کلایددیل، دارد. مریدا علیرغم شخصیت برون‌گرا و نیرومندش، قلب نرمی دارد، به‌ویژه وقتی صحبت از برادران سه‌قلوی کوچک‌ترش، هریس، هوبرت و همیش باشد. او نازپرورده است اما به هیچ وجه لوس نیست و با وجود اینکه مرتباً در حال بحث و جدال با مادرش است، والدین خود را دوست دارد.

### پادشاهی دانبروخ
قبیله‌های دان‌بروخ، مک‌گافین، مکینتاش و دینگوال زمانی با هم دشمن و درگیر جنگ دائمی بودند. هنگامی که سربازان رومی و وایکینگ‌ها آنها را از سمت دریا تهدید کردند، چهار طایفه زیر شمشیر پادشاه فرگوس (پدر مریدا) برای دفاع از سرزمین خود به یکدیگر پیوستند. قبیله‌ها موفق شدند از سرزمین‌های خود در برابر مهاجمان محافظت کنند و پادشاهی دانبروخ را تشکیل دادند. رهبران قبیله مکینتاش، مک‌گافین و دینگوال به اربابان فئودال پادشاهی تبدیل شدند و فرگوس به عنوان پادشاه و الینور به عنوان ملکهٔ آن تاجگذاری شدند.

### صدا
صداپیشگی مریدا بر عهده بازیگر کلی مکدونالد است. مک‌دونالد به جای ریس ویترسپون، بازیگری که در ابتدا برای این نقش انتخاب شده بود، استخدام شد. دو ترانهٔ فیلم، «آسمان را لمس کن» و «در بیرون» را جولی فاولیس، به عنوان افکار موسیقایی مریدا خارج از صفحه اجرا کرد.

### طراحی و شخصیت‌پردازی
مریدا با موهای بلند، فرفری، آشفته و سرخ، چشمان آبی، پوست روشن و بدنی باریک شناخته شده‌است. لباس اصلی او یک لباس سنتی سبز زمردی تیره، ساخته شده از پشم، با شکاف‌های شیک برای حرکت در هنگام تیراندازی با کمان است. وقتی لردها برای بازی‌ها می‌آیند، او لباس ابریشمی فیروزه‌ای به سبک قرون وسطی با آستین‌های بلند و تزئینات و مهره‌های طلایی را به تن می‌کند و تاجی سفید را در موهایش قرار می‌دهد. او در برخی از صحنه‌های دیگر یک شنل سرمه‌ای / مشکی با سگکی طلایی پوشیده‌است. کمان مریدا به پشت روی شانه‌اش آویزان شده و تیرها در یک تیرکش چرمی قهوه‌ای به دور کمرش قرار دارند. در صحنه آخر، مریدا با لباس آبی تیره با طرح‌های سبز روشن دیده می‌شود.

## ظواهر

### دلیر
در فیلم دلیر، مریدا با مادرش ملکه الینور، پدرش پادشاه فرگوس و برادران سه‌قلوی بازیگوشش هامیش، هوبرت و هریس در پادشاهی اسکاتلندی دان‌بروخ زندگی می‌کند. الینور تلاش می‌کند تا مریدا را متقاعد کند که یک شاهدخت کامل باشد. با این حال، مریدا از سوار شدن بر اسبش، آنگوس، در ارتفاعات و تمرین تیراندازی با کمان و شمشیربازی لذت می‌برد. او این مهارت‌ها را از پدرش به ارث برده‌است.
یک روز عصر، مریدا متوجه می‌شود که اربابان قبیله متحد پادشاه، پسران خود را برای خواستگاری برای ازدواج با او معرفی می‌کنند. اربابان با پسرانشان که مورد علاقهٔ مریدا نیستند وارد می‌شوند. مریدا تیراندازی با کمان را برای کسب آزادی انتخاب می‌کند. بعد از اینکه خودش در مسابقه برنده شد، الینور به مریدا هشدار می‌دهد که اگر درست نشود، درگیری میان قبیله‌ها رخ می‌دهد، اما مریدا جمع را ترک می‌کند و با یک روشنایی مرداب (ویسپ‌ها) روبه‌رو می‌شود که او را به کلبه یک جادوگر راهنمایی می‌کند. مریدا از جادوگر درخواست طلسم می‌کند تا سرنوشت او را تغییر دهد. جادوگر به مریدا یک کیک طلسم می‌دهد و او آن را به مادرش الینور می‌دهد، اما او به یک خرس سیاه تبدیل می‌شود. مریدا، الینور را از قلعه خارج می‌کند، زیرا پدرش یک شکارچی خرس است.
الینور که هنوز بیشتر حواس انسانی خود را حفظ کرده‌است، در قالب یک خرس همراه با مریدا به کلبهٔ جادوگر می‌رسند، جایی که جادوگر پیامی را در دیگ خود گذاشته و می‌گوید که طلسم تا طلوع دوم خورشید دائمی خواهد شد، مگر اینکه او «پیوندی را که به خاطر غرور از بین رفته اصلاح کند.»
روز بعد، مریدا و مادرش به همدیگر کمک می‌کنند تا به دنبال غذا بگردند. پس از انجام این کار، مریدا مورد حمله خرسی قرار می‌گیرد که شبیه مادرش به نظر می‌رسد، اما متوجه می‌شود که خرس خود مادرش است. دنباله ای از ویسپ‌ها ظاهر می‌شود و آنها را به خرابه‌های یک قلعه باستانی هدایت می‌کنند، جایی که مریدا متوجه می‌شود که شاهزاده در داستان مادرش، همان کسی است که طلسم مشابهی از جادوگر دریافت کرده‌است. شاهزاده شریر به یک خرس شیطان مخوف به نام موردو تبدیل شده‌است. موردو ناگهان به مریدا حمله می‌کند اما الینور او را نجات می‌دهد و آنها فرار می‌کنند. مریدا مادرش را متقاعد می‌کند که اگر طلسم را نشکنند، برای همیشه مثل موردو تبدیل به یک خرس وحشی می‌شود. مریدا متوجه می‌شود که واژهٔ «اصلاح پیوندی که به دلیل غرور از بین رفته» به تعمیر ملیله‌های خانوادگی او اشاره دارد که در جریان مشاجره‌هایشان آسیب دیده بود.
هر دو با عجله به قلعه برمی گردند، و فرگوس و لردهای دیگر می‌بینند که با سر و صدا به خاطر مریدا درگیر هستند؛ فرگوس وارد سالن شده و درگیری را متوقف می‌کند. مریدا سخنرانی تکان دهنده ای می‌کند و قبایل را متقاعد می‌کند که باید پیوند خود را بازگردانند و پسران لردها باید با هرکسی که می‌خواهند ازدواج کنند. لردها با اکراه موافقت می‌کنند و همان‌طور که آنها جشن می‌گیرند، مریدا و الینور به اتاق ملیله می‌روند تا ملیله پاره شده را تعمیر کنند. فرگوس وارد اتاق الینور می‌شود تا دربارهٔ آنچه اتفاق افتاده به او بگوید اما در عوض اتاق را ویران شده می‌یابد. او با وحشت و ناامیدی وارد اتاق ملیله می‌شود تا مریدا را در حال کشیدن ملیله از روی دیوار بیابد و الینور را در حالت خرس خود کشف کند. فرگوس به الینور حمله می‌کند که فکر می‌کند او موردو است، اما مریدا راه او را می‌بندد و الینور فرار می‌کند. فرگوس مریدا را بازداشت می‌کند و الینور خرس را با سایر مردان قبیله دنبال می‌کند. مریدا با کمک برادرانش که با خوردن ناخواسته کیک طلسم به خرس تبدیل شده‌اند، از اتاقش بیرون می‌آید و در حالی که ملیله را سوار بر اسب می‌چرخاند، به دنبال پدرش به جنگل می‌رود. مریدا درست قبل از اینکه موردو ظاهر و بر قبیله‌ها چیره شود، مادرش را نجات می‌دهد. الینور با کوبیدن او به یک منهیر بلندقامت، مردو را شکست می‌دهد و او را در هم می‌کوبد و روح شاهزاده را آزاد می‌کند. مریدا با درک معنای معمای جادوگر، ملیله ثابت را روی الینور می‌گذارد و با مادرش آشتی می‌کند. الینور به‌طور ناگهانی به همراه سه قلوها دوباره به یک انسان تبدیل می‌شود و خانواده با خوشحالی دوباره به هم می‌پیوندند.